# Charles McDougall
Charles McDougall es un director ganador del Premio Emmy Británico y del BAFTA.

## Biografía
McDougall ha dirigido para series de televisión populares que incluyen el episodio piloto de Mujeres Desesperadas de ABC (que incluye también al piloto no apareado). McDougall también ha dirigido episodios de Queer as Folk en Channel 4 y Sex and the City en HBO. McDougall dirigió los dos primeros episodios de la serie de televisión estadounidense The Tudors, así como un episodio de Good Behavior. Ganó un Emmy a la Mejor Dirección por una Serie de Comedia por su trabajo en Desperate Housewives.
McDougall fue productor ejecutivo y director del episodio piloto de The Good Wife. Escrito por Robert King y Michelle King (In Justice), el drama legal se centra en la esposa de un político (Julianna Margulies) que se forja su propio nicho como abogada defensora. The Kings y McDougall son productores ejecutivos con Ridley Scott, Tony Scott y David Zucker.

## Filmografía
- The Secret Agent (2016)
- House of Cards (2013)
  - episodio 7
  - episodio 8
- The Good Wife (2010)
- Good Behavior (2008)
- The Tudors (2007)
- The Office (2005)
  - episodio 2.10 "Christmas Party"
  - episodio 2.17 "Dwight's Speech"
  - episodio 2.21 "Conflict Resolution"
  - episodio 6.11 "Shareholder Meeting"
  - episodio 7.10 "China"
  - episodio 8.02 "The Incentive"
  - episodio 8.12 "Pool Party"
  - episodio 9.8 "Dwight Christmas"
- Big Love (2006) Serie de televisión
  - episodio 1.02 "Viagra Blue"
  - episodio 1.03 "Home Invasion"
- Surrender, Dorothy (2005) (TV)
- Desperate Housewives (2004) Serie de televisión
  - episodio 1.01 "Pilot"
- Call Me: The Rise and Fall of Heidi Fleiss (2004) (TV)
- Keen Eddie (2003) Serie de televisión
  - episodio "Achtung Baby"
- Sunday (Drama-documental) (2002) (TV)
- Wonderland (2000) Serie de televisión
- Tube Tales (1999) (TV)
  - segmento "Steal Away"
- Heart (1999)
- Queer as Folk (UK) (1999) Serie de televisión (episodios 1.1 a 1.4)
- Sex and the City (1998) Serie de televisión
  - episodio 3.09 "Easy Come, Easy Go"
  - episodio 3.10 "All or Nothing"
  - episodio 4.13 "The Good Fight"
  - episodio 4.14 "All That Glitters..."
  - episodio 5.01 "Anchors Away"
  - episodio 5.02 "Unoriginal Sin"
- Rules of Engagement (1997) (TV)
- Hillsborough (1996) (TV)
- Cracker (1993) Serie de televisión
  - episodio "Best Boys" (1995)
- 99-1 (1994) Serie de televisión
- Inside Out IV (1992) (V)
  - episodio "Put Asunder"
  - episodio "Save the Wetlands"
- Inside Out III (1992) (V)
  - episodio "Dogs Playing Poker"
- Arrivederci Millwall (1990)